# Sutton Mandeville
Pour les articles homonymes, voir Sutton et Mandeville.
Sutton Mandeville est une paroisse civile et un village du Wiltshire, en Angleterre.